# 篤所站
篤所站（韓語：독소역/篤所驛）曾为朝鲜铁路白茂线上的一个车站，位于咸鏡北道茂山郡篤所里，废止时间不明。